# 熱帶風暴帕卡 (2012年)
熱帶風暴帕卡（英語：Tropical Storm Pakhar，聯合颱風警報中心：WP022012，國際編號：1201）為2012年太平洋颱風季第一個被命名的風暴。「帕卡」一名由寮國提供，意指伊洛瓦底江豚，是主要生活在湄公河下游及东南亚海域的一種海豚。此名称第一次使用，以取代重創中國的“麥莎”。

## 發展過程
2012年3月17日，一個低壓區在帛琉的西北方附近形成，並坐落於有中度垂直風切變和不良海面溫度海面上。由於一個在系統東北方的高壓區擴展到越南，引導系統緩緩地在未來幾天內橫過維薩亞斯群島的地區和巴拉望省。
3月24日早上，日本氣象廳把此熱帶擾動升格為熱帶低氣壓，但之後又再次降格為熱帶擾動。
3月25日，該系統發展出低層環流中心及大量外圍雨帶。
3月26日早上，日本氣象廳把此熱帶擾動再一次升格為熱帶低氣壓，由於當時南海有比較低的風切變和良好的海面溫度，有利於系統的重整。因為系統的LLCC開始鞏固，聯合颱風警報中心對此熱帶低氣壓發岀熱帶氣旋形成警告(TCFA)。
3月29日早上，由於系統的的對流已經完全裹住環流中心，日本氣象廳把此熱帶低氣壓升格為熱帶風暴，並命名為帕卡。
3月30日，因為風眼開始形成，聯合颱風警報中心把帕卡升格為1級颱風，而香港天文台也把它升格為強烈熱帶風暴。
3月31日早上，因為受到陸地和比較冷的海面溫度影響，聯合颱風警報中心把帕卡降格為熱帶風暴。
4月1日，帕卡在越南巴地頭頓省川木县附近登陸，並開始減弱。
4月2日早上，聯合颱風警報中心把帕卡降格為熱帶低氣壓，在帕卡減弱為熱帶低氣壓後不久，NRL便對帕卡發出最後警告，而中央氣象台也在8時對其停止編號。之後帕卡的殘留雨帶和外露的LLCC繼續在柬埔寨、老撾和越南徘徊。
4月5日，帕卡的殘留雨帶完全消失。
其後，於香港天文台所發佈的最佳路徑中，香港天文台把帕卡的風速下調為105km/h。

## 影響

### 菲律賓
帕卡並沒有登陸菲律賓。但是暴雨和強風令馬尼拉大都會和鄰近省份的交通繁忙。而呂宋中，南部和米沙鄢群島北部也水浸。而山泥傾瀉也在一些省份造成水浸。而國家減少災害風險和管理委員會（NDRRMC）報告有2人溺斃，另外有2人失蹤。
而在3月29日的中午（菲律賓時間），西內格羅省巴科洛德有5輛汽車被破壞，街上的樹木需要報廢，在聖喇沙大學附近的建築也受到破壞。在事件中，23人受傷，包括一個女嬰。

### 越南
帕卡在越南產生了幾個龍捲風。

## 外部連結
- （英文）http://www.usno.navy.mil/JTWC/ （页面存档备份，存于） 聯合颱風警報中心首頁
- （繁體中文）http://www.cwb.gov.tw/ （页面存档备份，存于） 中央氣象局首頁
- （日語）http://www.jma.go.jp/jma/index.html （页面存档备份，存于） 日本氣象廳首頁
- （繁體中文）http://www.hko.gov.hk/ （页面存档备份，存于） 香港天文台首頁
- （繁體中文）http://www.smg.gov.mo/ （页面存档备份，存于） 澳門地球物理暨氣象局首頁